# Émetteur d'Encamp
L'émetteur d'Encamp  permettait la diffusion de Radio Andorre en ondes moyennes et ondes courtes, depuis Encamp, en Principauté d'Andorre.
La hauteur des pylônes atteignait 125 mètres et se composait d'un pylône rayonnant et un pylône réflecteur. Ils ont été construits en 1939 et possédaient une puissance de 300 kW (en ondes moyennes sur 702 kHz) et 25 kW (en ondes courtes sur la bande des 48/49 mètres).
Radio Andorre cesse ses émissions le 9 avril 1981, et l'émetteur se tait, mais les installations sont toujours présentes .

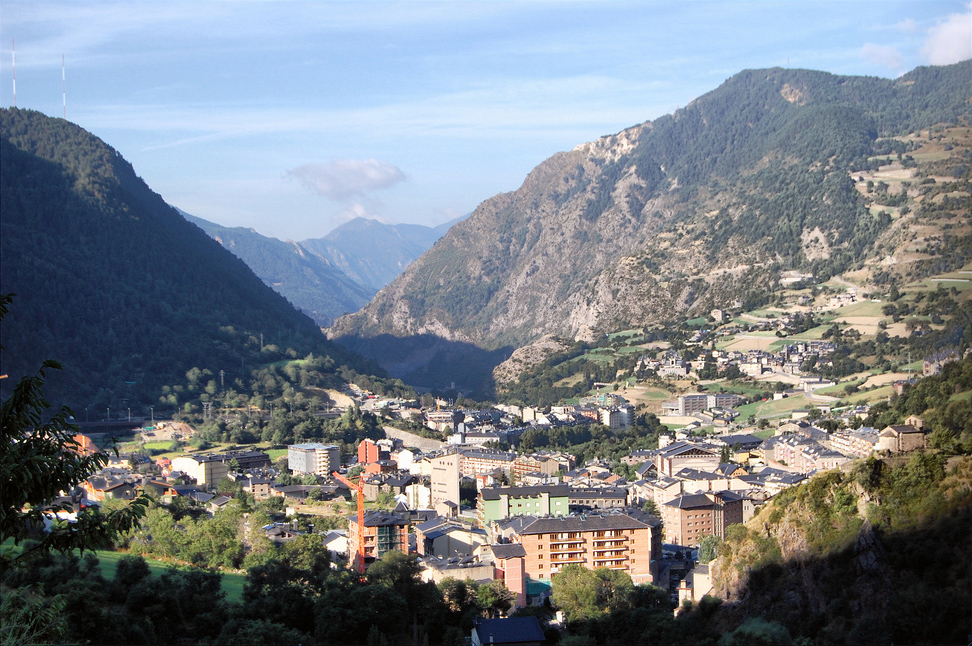
Vue des pylônes (à gauche de l'image) au dessus d'Encamp
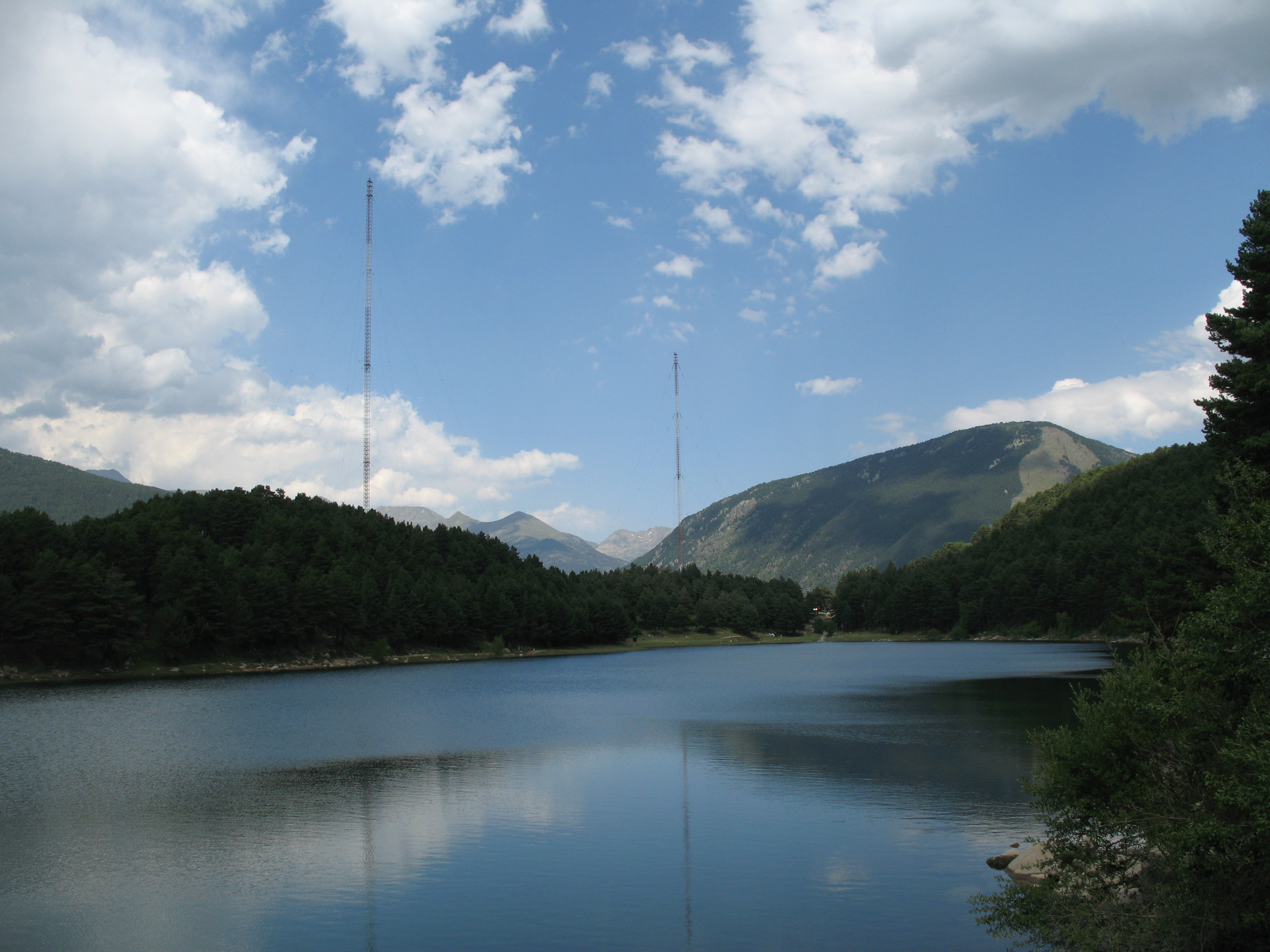
Les deux pylônes de l'installation depuis les rives du lac d'Engolasters